# Nassa
Nassa is een geslacht van weekdieren uit de klasse van de Gastropoda (slakken).

## Soorten
- Nassa francolina (Bruguière, 1789)
- Nassa serta (Bruguière, 1789)
- Nassa situla (Reeve, 1846)
- Nassa tuamotuensis Houart, 1996